# Pancartă
O pancartă sau o placardă este un anunț instalat într-un loc public, precum un mic cartonaș, un semn sau o placă. Aceasta poate fi atașată sau suspendată de pe un vehicul sau o clădire pentru a indica informații despre operatorul vehiculului sau despre conținutul vehiculului sau al clădirii. Termenul se poate referi, de asemenea, la semnele din carton sau la anunțurile purtate de greviști sau manifestanți . 

## Clădiri

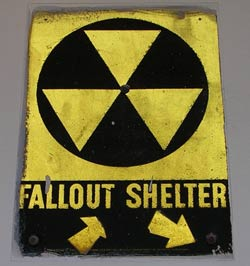
Pancartă care anunță un vechi adăpost antiatomic

O pancartă este plasată pe o clădire pentru a indica informații speciale despre acea clădire. Cea mai obișnuită pancartă care a fost utilizată este trefla în culorile negru și galben care indică faptul că o clădire a fost pregătită în mod special pentru a fi utilizată ca un adăpost de urgență în cazul unei explozii nucleare în zonă. Pe clădiri pot fi plasate și pancarte temporare, cum ar fi semne de avertizare că acea clădire este fumigată și că nimeni nu ar trebui să intre. 
În unele locuri este o practică obișnuită, iar în unele zone (precum California) este obligatoriu prin lege ca orice intrare principală într-o clădire comercială să aibă o placă atașată deasupra ușii care să indice că acea ușă trebuie să rămână deblocată pe parcursul programului.

## Vehicule
Cele mai comune două pancarte utilizate în general pe vehicule sunt permisele de parcare cu handicap pentru autoturisme personale și semnele de avertizare asupra materialelor periculoase pentru vehiculele comerciale. Există și alte tipuri, cum ar fi semnele „gabarit depășit” utilizate atunci când încărcături mari sunt transportate pe șosea. 
Pancartele de pe vehicule comerciale sunt în general de două tipuri, primul, indicatorul unic, în care apar informații specifice de natură fixă, cum ar fi semnul galben „agent de oxidare” de mai jos și al doilea, indicatoarele precum rombul de incendiu al NPFA, care pot fi modificate pentru a prezenta noi informații pe măsură ce conținutul vehiculului se schimbă și care conțin informații despre substanța transportată. 
|                                     | | |
| Acesta este un exemplu de semn fix. | Acesta este un exemplu de semn modificabil. Acest tip de semn este uneori afișat ca un autocolant fix, dar este adesea realizat cu fie patru fante pentru a introduce cadrane cu valori diferite, fie cu un dispozitiv de blocare care permite fiecăruia dintre cadrane să fie schimbat. | Acesta este un alt exemplu de semn fix, deși informațiile de pe el se referă în principal la situațiile de urgență. |

## Informatică
În interfețele grafice ale programelor de calculator, o pancartă este o zonă dreptunghiulară a unei ferestre destinată afișării informațiilor către utilizator.

## Alte utilizări
În modelele Organizației Națiunilor Unite, plăcuța de hârtie a unei delegații este denumită „pancartă”. 
În Țările de Jos în timpul Habsburgilor și în Republica Olandeză, legile erau cunoscute sub denumirea de „pancarte” (în neerlandeză plakkaat) după forma lor de publicare prin intermediul unei plăci care era atașată de perete într-un loc public. Un exemplu important este declarația olandeză a independenței din 1581, cunoscută în limba olandeză drept Plakkaat van Verlatinghe . 